# Michel Zagoskine
Pour les articles homonymes, voir Zagoskine.
Michel Zagoskine (ou Sagoskin ; Mikhaïl Nikolaïevitch Zagoskine) est un romancier et dramaturge russe né le 25 juillet 1789 et décédé le 5 juillet 1852 à Moscou. Il a été directeur du théâtre de Moscou.

## Œuvres
Zagoskine a publié 29 volumes de romans et d'histoires courtes, 17 comédies et une farce.

### Pièces de théâtre
- Bogatonov à la campagne, ou une surprise à lui (1821)
- Leçon non mariés, ou les héritiers (1822)
- Un philosophe rural (1822)
- Répétition à la station (1827),
- Le Théâtre noble (1828)

### Romans
- Youri Miloslavsky ou La Russie en 1612 (1829)
- Rosslawlew ou Les Russes en 1812 (1831) - a été un des romans les plus populaires de la Guerre patriotique de 1812 jusqu'à la parution de Guerre et Paix de Léon Tolstoï ;
- La Tombe d'Askold (1833)
- Kouzma Rochtchine (1836)
- Le Tentateur (1838)
- Nostalgie (1839)
- Kouzma Petrovitch Mirochev (1841)
- La Forêt de Brynsk (1845)
- La Russie au début du XVIIIe siècle (1848)